# Eltham (Australië)
Eltham is een buitenwijk van de Australische stad Melbourne.
De plaats is gelegen op 30 kilometer ten Noordoosten van Melbourne CBD. Eltham is bekend vanwege de kunstenaarskolonie Monsalvat en de typerende lemen huizen.